# Soul Calibur II
Soulcalibur II (ソウルキャリバーII Sōrukyaribā Tsū?) är ett slagsmålsspel utvecklat av Namco 2003. Namco valde att släppa spelet till de tre (dåvarande) bästsäljande konsolerna: GameCube, Playstation 2 och Xbox.

## Handling
Detta spel utspelar sig fyra år efter det första spelet (Soulcalibur). 
Året är 1591 och spelaren ska än en gång finna det heliga svärdet Soulcalibur. Detta behövs för att kunna vinna duellen över det onda svärdet Soul Edge.

## Skillnader mellan de olika versionerna
Spelet ser nästan likadant ut till de tre olika konsolerna, men där finns några skillnader. En av skillnaderna är att en av karaktärerna i spelet varierar beroende på om man har spelet till GameCube, Playstation 2 eller Xbox. Namco valde att lägga in en karaktär som kändes speciell för just den konsolen man spelade spelet på. Här är vilken karaktär man har beroende på vilken konsol man spelar på:
- GameCube: Link (från The Legend of Zelda)
- Playstation 2: Heihachi Mishima (från Tekken)
- Xbox: Spawn (från serietidningen med samma namn)

## Karaktärer
| Namn         | Vapen                     | Härkomst                   |
| ------------ | ------------------------- | -------------------------- |
| Mitsurugi    | Katana                    | Bizen, Japan               |
| Necrid       | Blandning                 | Okänd                      |
| Taki         | Kodachi                   | Japan                      |
| Talim        | Tonfa                     | Filippinerna               |
| Cassandra    | Svärd och sköld           | Aten, Osmanska riket       |
| Yunsung      | Dao                       | Jirisan, Korea             |
| Raphael      | Rapir                     | Rouen, Frankrike           |
| Kilik        | Bo                        | Kina                       |
| Xianghua     | Jian                      | Peking, Kina               |
| Maxi         | Nunchakus                 | Shuri/Okinawa, Japan       |
| Yoshimitsu I | Katana och sashimono      | Ingen                      |
| Charade      | Blandat                   | Okänt                      |
| Nightmare    | Zweihänder (Souledge)     | Okänt                      |
| Ivy          | Snake sword               | London, Brittiska imperiet |
| Cervantes    | Långsvärd och pistolsvärd | Valencia, Spanien          |
| Sophitia     | Svärd och sköld           | Aten, Osmanska riket       |
| Astaroth     | Stridsyxa                 | Persien                    |
| Voldo        | Katar                     | Palermo, Kungariket Neapel |
| Seung Mina   | Naginata                  | Jirisan, Korea             |
| Lizardman    | Svärd och sköld           | Okänt                      |
| Assassin     | Dao                       | Persien                    |
| Berserker    | Stridsyxa                 | Tysk-romerska riket        |